# Jazmin Carlin
Jazmin Roxy Carlin (Swindon (Engeland), 17 september 1990) is een Britse zwemster. Ze nam deel aan de Olympische Zomerspelen 2016 in Rio de Janeiro. Carlin is medehoudster van het Europees record op de 4x200 meter vrije slag.

## Carrière
Bij haar internationale debuut, op de Europese kampioenschappen kortebaanzwemmen 2005 in Triëst, werd de Britse uitgeschakeld in de series van de 200 en de 400 meter vrije slag.
In Melbourne nam Carlin, namens Wales, deel aan de Gemenebestspelen 2006, op dit toernooi eindigde ze als achtste op de 800 meter vrije slag en strandde ze in de series van de 400 meter vrije slag. Samen met Bethan Coole, Julie Gould en Cari-Fflur Davies eindigde ze als zesde op de 4x200 meter vrije slag.
Tijdens de Europese kampioenschappen kortebaanzwemmen 2008 in Rijeka werd de Britse uitgeschakeld in de series van de 200 en de 400 meter vrije slag.
Op de wereldkampioenschappen zwemmen 2009 in Rome sleepte Carlin samen met Joanne Jackson, Caitlin McClatchey en Rebecca Adlington de bronzen medaille in de wacht op de 4x200 meter vrije slag.
In Boedapest nam de Britse deel aan de Europese kampioenschappen zwemmen 2010, op dit toernooi strandde ze in de halve finales van de 200 meter vrije slag en in de series van de 400 meter vrije slag. Op de 4x200 meter vrije slag legde ze samen met Rebecca Adlington, Hannah Miley en Joanne Jackson beslag op de bronzen medaille. Tijdens de Gemenebestspelen 2010 in Delhi veroverde Carlin de zilveren medaille op de 200 meter vrije slag en de bronzen medaille op de 400 meter vrije slag. Samen met Georgia Davies, Sara Lougher en Jemma Lowe eindigde ze als vierde op de 4x100 meter wisselslag, op de 4x200 meter vrije slag eindigde ze samen met Danielle Stirrat, Alys Thomas en Georgia Davies op de zesde plaats.
Op de wereldkampioenschappen zwemmen 2011 in Shanghai strandde de Britse in de series van zowel de 400 als de 800 meter vrije slag.
In Istanboel nam Carlin deel aan de wereldkampioenschappen kortebaanzwemmen 2012. Op dit toernooi eindigde ze als vijfde op de 400 meter vrije slag. Samen met Rebecca Turner, Sophie Allen en Hannah Miley eindigde ze als vijfde op de 4x200 meter vrije slag.

### 2013-heden
Op de wereldkampioenschappen zwemmen 2013 in Barcelona strandde Carlin in de series van zowel de 800 als de 1500 meter vrije slag. In de finale van de 400 meter vrije slag viel ze met een vierde plaats net naast de podium. In Herning nam de Britse deel aan de Europese kampioenschappen kortebaanzwemmen 2013. Op dit toernooi eindigde ze als vierde op de 800 meter vrije slag en als zesde op de 400 meter vrije slag, daarnaast werd ze uitgeschakeld in de series van de 200 meter vrije slag.
Tijdens de Gemenebestspelen 2014 in Glasgow veroverde Carlin, namens Wales, de gouden medaille op de 800 meter vrije slag en de zilveren medaille op de 400 meter vrije slag, op de 200 meter vrije slag eindigde ze op de zesde plaats. Op de Europese kampioenschappen zwemmen 2014 in Berlijn werd de Britse Europees kampioene op zowel de 400 als de 800 meter vrije slag. Op de 4x200 meter vrije slag eindigde ze samen met Rebecca Turner, Shauna Lee en Aimee Willmott op de zesde plaats. In Doha nam Carlin deel aan de wereldkampioenschappen kortebaanzwemmen 2014. Op dit toernooi sleepte ze de zilveren medaille in de wacht op de 800 meter vrije slag, daarnaast eindigde ze als zesde op de 400 meter vrije slag en strandde ze in de series van de 200 meter vrije slag.
Tijdens de wereldkampioenschappen zwemmen 2015 in Kazan behaalde de Britse de bronzen medaille op de 800 meter vrije slag, op de 400 meter vrije slag eindigde ze op de vierde plaats. Samen met Siobhan-Marie O'Connor, Rebecca Turner en Hannah Miley eindigde ze als vijfde op de 4x200 meter vrije slag. Op de Europese kampioenschappen kortebaanzwemmen 2015 in Netanja werd Carlin Europees kampioene op zowel de 400 als de 800 meter vrije slag.
In Londen nam de Britse deel aan de Europese kampioenschappen zwemmen 2016. Op dit toernooi legde ze op de 400 en 800 meter vrije slag beslag op de zilveren medaille. Op de 4x200 meter vrije slag eindigde ze samen met Siobhan-Marie O'Connor, Hannah Miley en Georgia Coates op de vierde plaats. Tijdens de Olympische Zomerspelen van 2016 in Rio de Janeiro veroverde Carlin, achter de ongenaakbare Amerikaanse Katie Ledecky, de zilveren medaille op zowel de 400 als de 800 meter vrije slag.

## Internationale toernooien
| Jaar | Olympische Spelen                 | WK langebaan                                                | WK kortebaan                                               | EK langebaan                                                 | EK kortebaan                                              | Gemenebestspelen                                                                |
| ---- | --------------------------------- | ----------------------------------------------------------- | ---------------------------------------------------------- | ------------------------------------------------------------ | --------------------------------------------------------- | ------------------------------------------------------------------------------- |
| 2005 |                                   | geen deelname                                               |                                                            |                                                              | 30e 200m vrije slag 23e 400m vrije slag                   |                                                                                 |
| 2006 |                                   |                                                             | geen deelname                                              | geen deelname                                                | geen deelname                                             | 10e 400m vrije slag 8e 800m vrije slag 6e 4x200m vrije slag                     |
| 2007 |                                   | geen deelname                                               |                                                            |                                                              | geen deelname                                             |                                                                                 |
| 2008 | geen deelname                     |                                                             | geen deelname                                              | geen deelname                                                | 26e 200m vrije slag 16e 400m vrije slag                   |                                                                                 |
| 2009 |                                   | 4x200m vrije slag                                           |                                                            |                                                              | geen deelname                                             |                                                                                 |
| 2010 |                                   |                                                             | geen deelname                                              | 12e 200m vrije slag · 9e 400m vrije slag · 4x200m vrije slag | geen deelname                                             | 200m vrije slag · 400m vrije slag · 6e 4x200m vrije slag · 4e 4x100m wisselslag |
| 2011 |                                   | 15e 400m vrije slag 16e 800m vrije slag                     |                                                            |                                                              | geen deelname                                             |                                                                                 |
| 2012 | geen deelname                     |                                                             | 5e 400m vrije slag 5e 4x200 meter vrije slag               | geen deelname                                                | geen deelname                                             |                                                                                 |
| 2013 |                                   | 4e 400m vrije slag 9e 800m vrije slag 9e 1500m vrije slag   |                                                            |                                                              | 18e 200m vrije slag 6e 400m vrije slag 4e 800m vrije slag |                                                                                 |
| 2014 |                                   |                                                             | 22e 200m vrije slag · 6e 400m vrije slag · 800m vrije slag | 400m vrije slag · 800m vrije slag · 6e 4x200m vrije slag     |                                                           | 6e 200m vrije slag · 400m vrije slag · 800m vrije slag ·                        |
| 2015 |                                   | 4e 400m vrije slag · 800m vrije slag · 5e 4x200m vrije slag |                                                            |                                                              | 400m vrije slag · 800m vrije slag                         |                                                                                 |
| 2016 | 400m vrije slag · 800m vrije slag |                                                             | 6-11 december                                              | 400m vrije slag · 800m vrije slag · 4e 4x200m vrije slag     |                                                           |                                                                                 |

## Persoonlijke records
Bijgewerkt tot en met 7 augustus 2016
Kortebaan
| Afstand         | Tijd    | Datum            | Plaats       |
| --------------- | ------- | ---------------- | ------------ |
| 200m vrije slag | 1.57,35 | 7 december 2014  | Doha         |
| 400m vrije slag | 3.58,07 | 11 december 2015 | Indianapolis |
| 800m vrije slag | 8.08,16 | 4 december 2014  | Doha         |

Langebaan
| Afstand          | Tijd     | Datum            | Plaats         |
| ---------------- | -------- | ---------------- | -------------- |
| 200m vrije slag  | 1.56,88  | 18 april 2015    | Londen         |
| 400m vrije slag  | 4.01,23  | 7 augustus 2016  | Rio de Janeiro |
| 800m vrije slag  | 8.15,54  | 21 augustus 2014 | Berlijn        |
| 1500m vrije slag | 15.47,26 | 28 juni 2013     | Sheffield      |